# Podkawierniszki
Podkawierniszki (lit. Pakovarniškės) – wieś na Litwie, w okręgu wileńskim, w rejonie wileńskim, w gminie Mariampol.
Współcześnie w skład miejscowości wchodzi także dawny folwark Kawerniszki.

## Historia
W dwudziestoleciu międzywojennym leżały w Polsce, w województwie wileńskim, w powiecie wileńsko-trockim, w gminie Rudomino. W 1931 miejscowości liczyły:
- folwark Podkawierniszki – 73 mieszkańców, zamieszkałych w 9 budynkach,
- folwark Kawerniszki – 13 mieszkańców, zamieszkałych w 1 budynku[2].

Po II wojnie światowej w granicach Związku Sowieckiego. Od 1991 na niepodległej Litwie.